# ゆめマート熊本
株式会社ゆめマート熊本（ゆめマートくまもと、英: Yume Mart Kumamoto Co.,ltd.）は、熊本県熊本市に本社を持ち、スーパーマーケット「ゆめマート」「サニー」を運営するイズミグループの企業。

## 概要

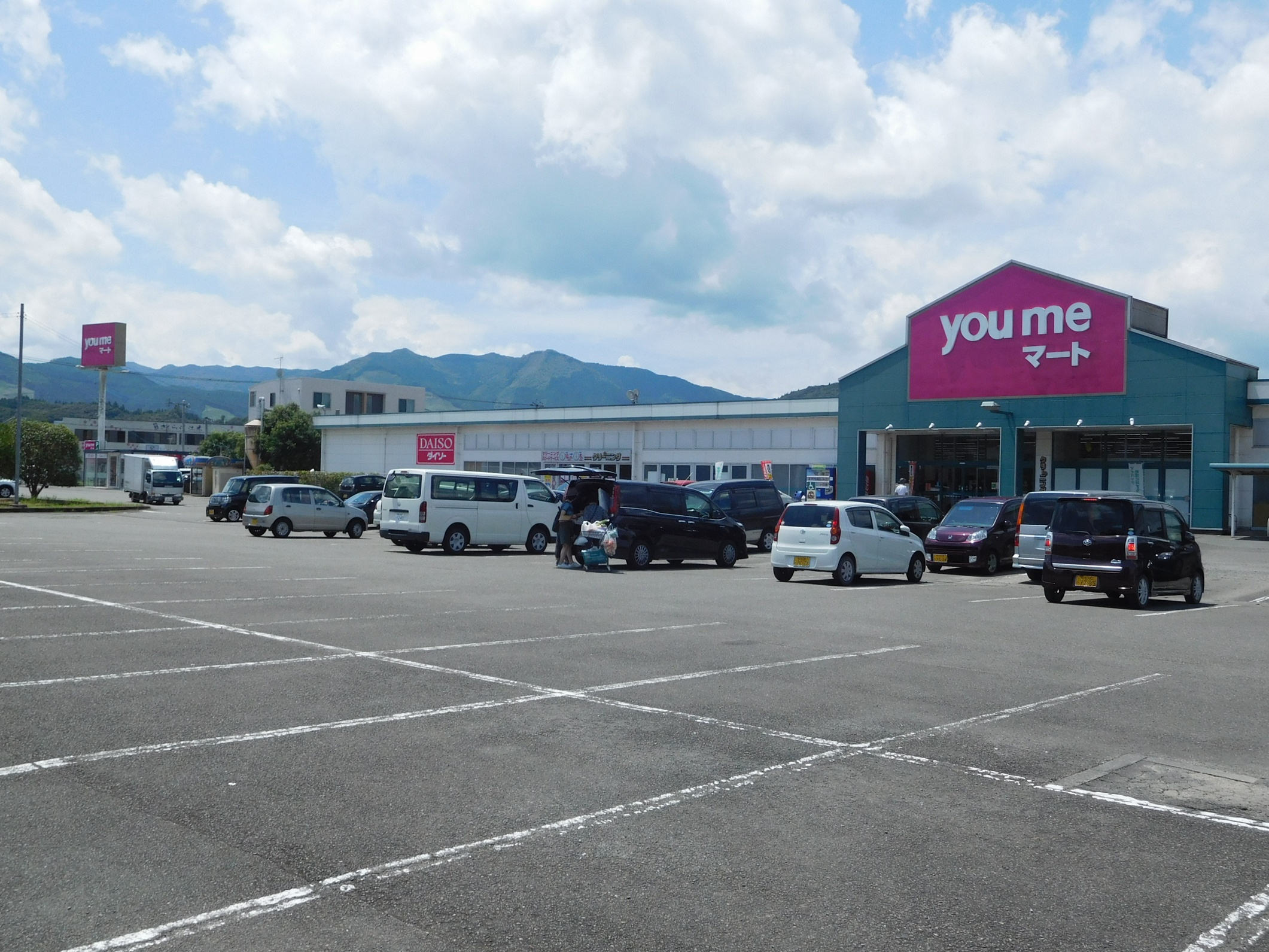
ゆめマート人吉（2015年8月）

かつて「ニコニコドー」の店舗名で熊本で展開していたスーパーマーケットチェーン運営会社のニコニコ堂（1960年創業）が2002年に民事再生法適用の申請をした際、スポンサー企業となったイズミ（本社：広島市）が同社の中小スーパーマーケット事業を引き受ける前提で設立した企業である。設立時の企業名は株式会社ゆうあいマート（英: YUAI MART Co.,ltd.）で、社名の「ゆうあい」は、「YOU I」（あなたと私）、「熊 愛」（熊本を愛する）を意味していた。
2003年の引き受け当初は地元で広く親しまれていた「ニコニコドー」の屋号をそのまま残していたが、2008年に親会社のイズミの展開するショッピングセンター「ゆめタウン」などとイメージを統一させるために社名を株式会社ゆめマートに変更、各店舗の屋号も「ニコニコドー」から「ゆめマート」へ順次変更を行い、2010年2月11日にリニューアルした松島店で全店舗が「ゆめマート」への屋号変更が完了した。
その後、イズミ本体も2012年以降北九州・中国地区の小型店を同名で展開するようになったが、当初はゆめマート運営店とイズミ直轄店でロゴマークが異なっていた。その後小型店のブランドを「ゆめマート」に統一する方針となったことから、2013年9月1日以降、ロゴマークがイズミ直轄店と同一の表記「youmeマート」に順次変更された。
さらに、イズミ傘下となったスーパー大栄の全店（福岡・大分・山口の各県）とユアーズ運営の丸和曽根店（福岡県北九州市）が「ゆめマート」に転換し、はなわ（広島県・山口県）もフランチャイズとして2店運営している為、同一の店舗ブランドをイズミ本体を含む5社が使用する形になり、熊本県を含むそれらの地域でのイズミ直轄店の新規出店も行われていることから、同一地域内で運営会社が異なる店舗が併存するようになった。各地域のブランド統一に伴い、株式会社ゆめマートは2019年3月に株式会社ゆめマート熊本に社名を変更した。
親会社のイズミがニチリウグループに加盟していることから、同グループの展開するプライベートブランド「くらしモア」の商品を販売しているが、セブン&アイホールディングスとの資本・業務提携の進捗に伴い、2020年2月に脱退したため、脱退後に親会社に準じて「セブンプレミアム」商品の導入が行われた。その後2024年2月にイズミがニチリウグループに復帰したことから、当社を皮切りに順次「くらしモア」商品の取り扱いを再開している。
同年4月3日、西友が営む九州地方の食品スーパー事業69店舗（「サニー」67店舗と長崎県内の「西友」2店舗）を会社分割（吸収分割）により当社へ承継する事を当社とイズミそれぞれで決議の上で、当社が西友との間で吸収分割契約を締結。同年8月1日に西友からの承継を完了し、当社店舗として組み込まれた。このM&Aはイズミグループとしては過去最大となる。なお、「サニー」の屋号については承継後も継続され、従業員の雇用も継続されるという。また、長崎県の「西友」の屋号については、道の尾店が同年11月1日付、長崎駅店が2025年2月1日付で「サニー」へ変更された。

## 沿革
- 2003年（平成15年）
  - 7月29日 - 株式会社ゆうあいマート設立。
  - 10月1日 - 民事再生法の手続きを進めていた株式会社ニコニコ堂から、一部の大型店舗を除いたほとんどの店舗を引き継いで開業。屋号「ニコニコドー」は熊本県民に広く親しまれている為、ニコニコ堂よりそのまま引き継いだ（大型店舗は、広島県広島市の株式会社イズミが引き継ぎ、そのグループ企業「株式会社ゆめタウン熊本」がゆめタウンとして開業。また、上熊本店はドンキホーテパウ上熊本店に転換→2022年7月29日よりベスト電器新上熊本店）。
- 2005年（平成17年）
  - 株式会社イズミと業務提携。ゆめタウンの店舗でも使用可能な「ゆうあいカード」を発行。
  - 7月 - ゆうあいマートとしての新規店舗となる「ニコニコドー武蔵ヶ丘店」を旧店舗（6月12日営業終了）の東側駐車場内にオープン。
- 2007年（平成19年）3月5日 - 本社を「ニコニコドー南熊本店」跡（2月25日閉店）から熊本市上南部に移転。
- 2008年（平成20年）
  - 3月6日 - 提携先の株式会社イズミとのイメージを統一させるため、社名と店名を「ゆめマート」へ変更すると発表。
  - 3月8日 - 「ニコニコドー帯山店」を改装し、新店名での1号店「ゆめマート帯山店」をオープン。
  - 5月2日 - 社名を「ゆうあいマート」から「ゆめマート」へ変更。店名は順次変更。
  - 8月4日 - ゆめタウンのテレビCM「毎週恒例火曜スペシャル（毎週火曜日実施）」と共同放映開始（ゆめタウンとゆめマート全店舗合同で売出しを実施、2008年10月 - 同年12月に共同放映を中断）。
- 2010年（平成22年）2月11日 - 「ニコニコドー」ブランド最後の松島店が「ゆめマート松島店」にリニューアルオープン。これにより、「ゆめマート」への全店舗改装を完了。
- 2013年（平成25年）9月1日 - イズミグループの店舗ブランド統合に伴い、運営店舗全店が親会社のイズミ本体が中国地方などで運営する同一名称の店舗と同じロゴマーク（「youmeマート」表記）に変更[8]。
- 2014年（平成26年）6月1日 - 同じくイズミの子会社で熊本市東区に本社を置く株式会社西紅を、ゆめマートが存続会社となり合併[9]。
- 2015年（平成27年）9月1日 - 同じくイズミの子会社で熊本市西区に本社を置く株式会社広栄を、ゆめマートが存続会社となり合併[10]。
- 2016年（平成28年） - 平成28年熊本地震の影響により、本社を熊本市西区城山下代の「ゆめマート城山」内に仮移転。
- 2017年（平成29年）8月11日 - 熊本地震により被災した楠店を解体・建て替えの上、店名を「ゆめマート龍田」としてリニューアルオープン。
- 2019年（平成31年）3月 - 株式会社ゆめマート熊本に社名を変更。
- 2024年（令和6年）
  - 8月1日 - 株式会社西友から九州地方の食品スーパー69店舗を承継し、「サニー」と長崎県の「西友」の運営を引き継ぐ（承継により、福岡・佐賀・長崎・大分の九州4県へ進出することとなる）[2][3]。同時に、楽天ペイメントとの間で「楽天ポイントカード」の提携を開始[注釈 1][11]。
  - 11月1日 - 長崎県の「西友道の尾店」を「サニー道の尾店」へ屋号変更[6]。これにより、長崎県内に「サニー」屋号の店舗が半世紀ぶりに復活[12]。
- 2025年（令和7年）2月1日 - 長崎県の「西友長崎駅店」を「サニー長崎駅店」へ屋号変更[7]。

## 店舗
2024年10月時点で、熊本県27店舗・福岡県64店舗・佐賀県1店舗・長崎県2店舗・大分県1店舗の計95店舗を運営する。「ゆめマート」と「サニー」の2ブランドで運営するのは熊本県のみで、福岡県・佐賀県・大分県・長崎県は「サニー」のみの運営である。なお、「ゆめマート」は福岡県・佐賀県・長崎県・大分県にも展開しているが、福岡県と大分県は店舗によりイズミ直轄又はグループ会社のゆめマート北九州の管轄、佐賀県と長崎県（ゆめマートさが・ゆめマート新大村）はイズミ直轄となる。

### ゆめマート
「ゆめマート」については熊本市内に12店舗、八代市・山鹿市に各2店舗、菊池郡菊陽町・合志市・宇城市・宇土市・人吉市・天草市・上天草市・球磨郡多良木町に各1店舗の計24店舗を展開する。
- このうち、東山鹿店（山鹿市）・人吉店（人吉市）はビッグウェイからのブランド変更。
- 長嶺店、九品寺店、島崎店、近見店（以上熊本市）、宇土店（宇土市）はハローグリーンエブリー（旧西紅運営）から引き継いだ店舗。長嶺店は2023年1月31日に閉店している。
- 清水店、城山店、水前寺駅店、坪井店[注釈 2]

（以上熊本市）はエース（旧広栄運営）から引き継いだ店舗。
- 新町店（熊本市中央区）は旧ゆうあいマートニコニコドー解体後、建て替えて出店。唯一24時間営業の店舗である。
- 鏡店（八代市）は「ゆめマート」にブランド変更後の新規店舗（2011年4月23日開店）である。

東山鹿店・牛深店・松島店・八代高田店・人吉店・多良木店では衣料品を、牛深店・八代高田店・鏡店・人吉店では医薬品も取扱っている。
帯山店（熊本市中央区）は、ニコニコドーの店名の頃は、「エプロン」という愛称で運営していた。
熊本県内の「ゆめマート」のうち、ゆめマート田崎（熊本市西区田崎二丁目）とゆめマート松橋（熊本県宇城市松橋町松橋）はイズミ直轄による出店で、2020年8月31日まで「ゆめタウン」ブランドだったゆめマート大江（旧ゆめタウン大江）とゆめマート玉名（旧ゆめタウン玉名）もイズミ直轄による出店である。
2021年3月25日には前年の2月末日を以って閉店したサンリー菊陽（イオン菊陽店）の跡地に整備されたサンリーカリーノ菊陽の核テナントとして菊陽町に初出店した。こちらは当社の管轄店である。
2024年5月23日には熊本県内初の「ゆめモール」こと「ゆめモール合志」がオープンし、核テナントとなる「ゆめマート合志」の運営を行う。

### サニー
「サニー」は熊本県に3店舗、福岡県に63店舗、長崎県に2店舗、佐賀県・大分県に各1店舗、計70店舗の展開である。

### かつて存在した店舗
- 店舗名のみの店舗は株式会社ニコニコ堂のニコニコドー○○店として営業していた店舗。
- ▲はニコニコドーからニコニコドースーパーバリューになり、後にニコニコドーの名称に戻った店舗。
- ×は解体された店舗。
- ビッグウェイは、旧ニコニコドーグループのディスカウントストア。生鮮品の取り扱いはなし。

### 熊本市
- 南熊本店▲（1F）・ビッグウェイ南熊本店（2F）×（熊本市中央区） → テナント（2F）※一時期九電工（熊本支店が社屋建て替えのため仮支店として?）使用 → 大川家具センター → ゆうあいマート本社（2F）※1Fはゆうあいマートニコニコドー南熊本店（変化なし） → 2007年2月25日閉店、建物解体 → Actyくまもと（スポーツクラブルネサンス+サニー南熊本店+賃貸マンション） → サニーが閉店（2015年3月31日） → サニー跡にドン・キホーテ南熊本店がオープン（2016年8月11日）
- ビッグウェイ東バイパス店（熊本市東区） → ニコニコドー東バイパス店（1F・100円ショップダイソー） → ゆうあいマートニコニコドー東バイパス店（1F・100円ショップダイソー）→ 閉店（2007年2月18日） → ファニチャーアウトレットエックス熊本インター店（1F） →オートベル東バイパス店（1F）　※2FはコジマNEW熊本インター店 →ファニチャーアウトレットエックス熊本インター店
- 川鶴店▲×（熊本市中央区） → ゆうあいマートニコニコドー川鶴店(2005年12月閉店) → 建物解体 → マンション（アルフィーネ大江コンフォートに）
- 秋津店▲（熊本市東区）※ニコニコドースーパーバリューになる以前は秋津レークタウン店 → ゆうあいマートニコニコドー秋津店 → マルミヤストア秋津店
- 桜木店▲（熊本市東区） → ゆうあいマートニコニコドー桜木店 → レッドキャベツ桜木店→ザ・ビッグ桜木店
- 日吉店▲×（熊本市南区）※ニコニコドースーパーバリューになる以前は高江店 → ゆうあいマートニコニコドー日吉店 → 閉店（2008年6月頃） → 2010年初旬頃?に解体→ 現在、敷地の3分の1（旧搬入口側）は「アネシス」の戸別分譲住宅約3棟、残り（旧店舗・駐車場側）は「エイルマンション日吉の邸」。
- 高江2号店衣料部（熊本市南区）※旧・日吉店の道を挟んだ向かい側 → 100円ショップ（ダイソー商品取扱） → 遊戯施設（ビリヤード台等設置 ゆうあいマートニコニコドー日吉店と共に閉店）→ 現在は、介護（デイサービス）施設（ケアサポート メロン3R / 株式会社シンパクト）
- ゆうあいマートニコニコドー徳王店（熊本市北区、2006年12月9日開店、ゆうあいマートになってからの新店舗） → ゆめマート徳王店（2010年4月25日閉店） → ロッキースーパーストア徳王店

### その他
- 阿蘇店×（阿蘇郡阿蘇町<現・阿蘇市>） → ゆうあいマートニコニコドー阿蘇店 → 建物解体（空き地）
- 菊南店（菊池郡西合志町<現・合志市>） → ゆうあいマートニコニコドー菊南店（2006年8月20日閉店、熊本都市圏で最後に残った大型店舗だった）→  ハローデイ・ナフコ
- 恵楓園（けいふうえん）店（菊池郡西合志町<現・合志市>） → ゆうあいマートニコニコドー恵楓園店 → ヤマザキショップ
  - 国立療養所菊池恵楓園の施設内にあり、入所者だけでなく一般市民も買い物をすることができる店舗だった。
- ゆうあいマートニコニコドー本渡店（天草市、ゆうあいマートになってからの新店舗） → ゆめマート本渡店 → 閉店（2009年2月22日）→ドラッグストアモリ天草亀川店
- ビッグウェイ八代店（八代市） → ゆうあいマートニコニコドー八代横手店（+ブックオフ八代横手店） → 閉店（ブックオフは継続営業）→ ケーズデンキ八代店